# Dendrobium mystroglossum
Dendrobium mystroglossum är en orkidéart som beskrevs av Rudolf Schlechter. Dendrobium mystroglossum ingår i släktet Dendrobium, och familjen orkidéer. Inga underarter finns listade i Catalogue of Life.